# Vincent Safrat
Vincent Safrat, né en 1960, est un éditeur français.

## Biographie
Vincent Safrat naît à Juvisy le 24 aout 1960. Il quitte le lycée sans diplôme et devient éditeur en 1986.
Il fonde en 1992 l'association « Lire c'est partir » qui récupère leurs invendus chez les éditeurs pour les distribuer à prix cassés. À partir de 1998, il édite lui-même et vend à très bas prix des livres qu'il propose dans les écoles. Il a publié environ 400 titres qu'il vend (en 2015) 0,80€ et tire à 50 000 exemplaires en moyenne. Il a écoulé 300 000 exemplaires de  Mon père est un gangster de Roger Judenne.

## Œuvre
- Marie, du côté de chez Sagan, Belles Lettres, 1992

## Éditions
- Roger Judenne, Mon père est un gangster, Lire c'est partir, 2005  (ISBN 9782350240121)